# Plouégat-Moysan
Plouégat-Moysan (Bretons: Plegad-Moezan) is een gemeente in het Franse departement Finistère (regio Bretagne) en telt 545 inwoners (1999). De plaats maakt deel uit van het arrondissement Morlaix.
Het dorp ligt langs de N12/E50 tussen Guingamp en Morlaix.

## Geografie
De oppervlakte van Plouégat-Moysan bedraagt 15,2 km², de bevolkingsdichtheid is 35,9 inwoners per km².
De onderstaande kaart toont de ligging van Plouégat-Moysan met de belangrijkste infrastructuur en aangrenzende gemeenten.

## Demografie
Onderstaande figuur toont het verloop van het inwonertal (bron: INSEE-tellingen).
1. ↑  Populations de référence 2022.